# Acrosomoides linnaei
Acrosomoides linnaei là một loài nhện trong họ Araneidae.
Loài này thuộc chi Acrosomoides. Acrosomoides linnaei được Charles Athanase Walckenaer miêu tả năm 1842.